# Cimetière de Barbezieux-Saint-Hilaire
Le cimetière de Barbezieux-Saint-Hilaire (avant 1973 : cimetière de Barbezieux) est le cimetière communal de la commune de Barbezieux-Saint-Hilaire en Charente. Il se trouve avenue Vignola.

## Histoire et description
Le cimetière de Barbezieux est un cimetière rectangulaire avec des allées à angle droit et un rond-point coupant l'allée centrale au milieu duquel se dresse une haute croix de cimetière. Il n'est pas arboré hormis des ifs près de l'entrée et il est engazonné, ce qui contraste agréablement avec les pierres des tombes. Beaucoup sont anciennes avec des croix. Les chapelles funéraires sont peu nombreuses, mais l'atmosphère du cimetière qui a conservé son charme d'autrefois respire la sérénité. On remarque sur une sépulture la statue de pierre d'un jeune soldat en pied par Jean-Baptiste Belloc. La sépulture Boutelleau est celle de la famille paternelle de l'écrivain Jacques Chardonne, né Jacques Boutelleau à Barbezieux. Y sont inhumés entre autres son grand-père Edmond Boutelleau, protestant et fondateur de la Société vinicole, négociant en cognac et propriétaire d'un domaine viticole et du château Boutelleau.

## Personnalités inhumées
- François Deguelt (né Louis François Deghelt, 1932-2014), chanteur-compositeur (Il y a le soleil, le ciel et la mer)
- Henri Fauconnier (1879-1973), écrivain, prix Goncourt 1930 pour son roman Malaisie, frère de Geneviève Fauconnier[2]
- Henri Fougerat (1909-1944), Compagnon de la Libération; une plaque sur la tombe familiale rappelle la mémoire de Mgr André Fougerat, évêque de Grenoble
- Félix Gaschet (1901-1969), écrivain et poète, et Robert Gaschet (1865-1940), biographe de Paul-Louis Courier (chapelle)